# 铁山、岗山摩崖石刻
铁山、岗山摩崖石刻又称铁山、岗山摩崖刻经，相传是北朝佛教高僧所刻:677。今位于中国山东省邹城市，是中华人民共和国第三批全国重点文物保护单位之一。